# Bolesław Kowalski (żeglarz)

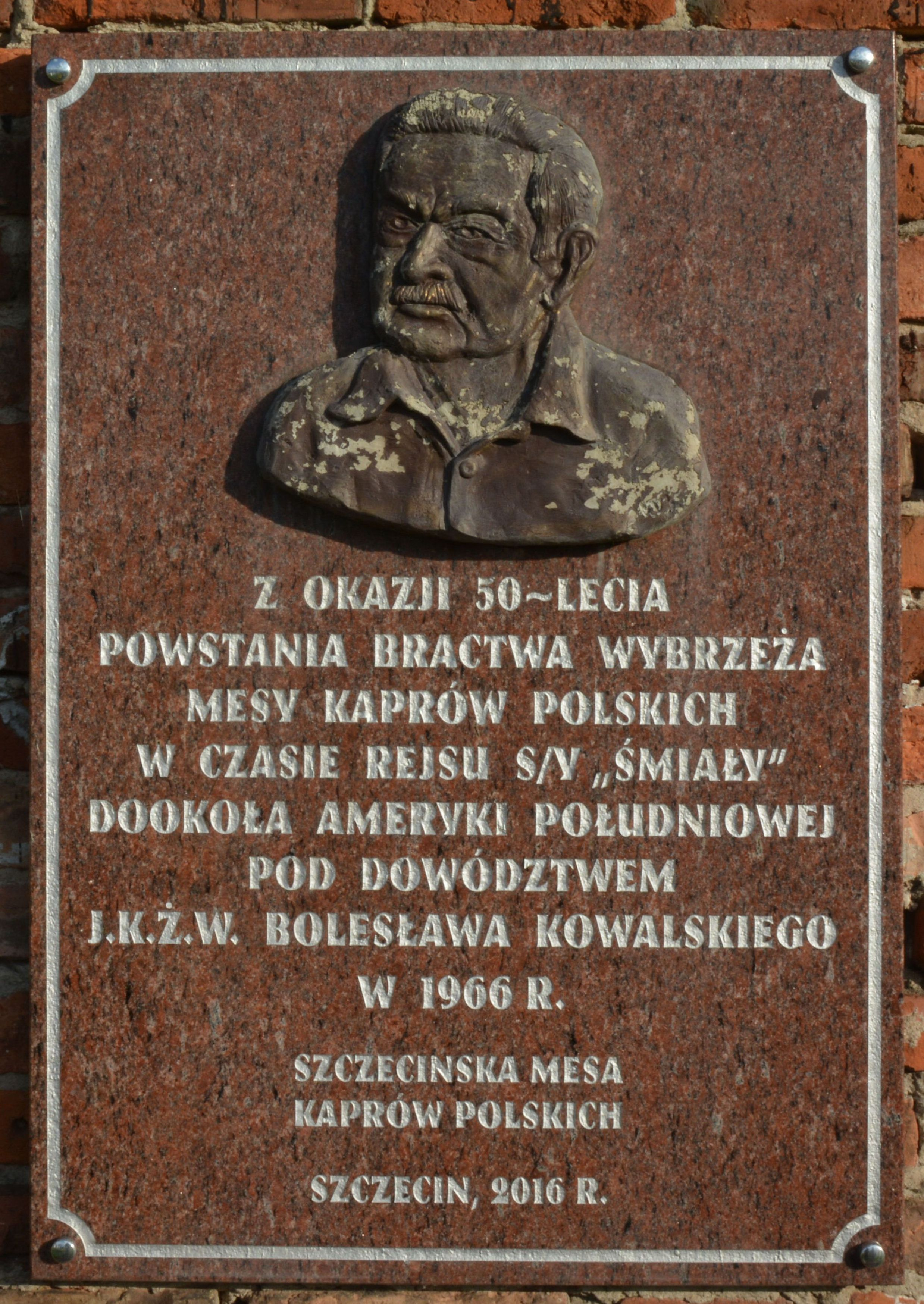
Tablica na Skwerze Kapitanów w Szczecinie upamiętniająca 50. rocznicę powstania Bractwa Wybrzeża – Mesy Kaprów Polskich z wizerunkiem Bolesława Kowalskiego

Bolesław Kazimierz Kowalski ps. Bolo (ur. 4 marca 1928 w Lublinie, zm. 2 września 2015 w Warszawie) – polski prawnik, żeglarz, jachtowy kapitan żeglugi wielkiej, organizator i dowódca naukowo-badawczych żeglarskich wypraw m.in. na s/y Dar Opola na Morze Czerwone i Morze Śródziemne i na s/y Śmiały dookoła Ameryki Południowej, Starszy Koła Seniorów PZŻ, wieloletni Kapitan Mesy Kaprów Polskich (Bractwo Wybrzeża).

## Życiorys
Urodził się w Lublinie w roku 1928 – jego dzieciństwo przypadło na okres II wojny światowej. Po wojnie studiował prawo na Uniwersytecie Wrocławskim i zaczął uprawiać żeglarstwo (od 1945). Zdobył stopień
jachtowego kapitana żeglugi wielkiej (1957), kapitana motorowodnego, sternika lodowego, sędziego klasy państwowej i instruktora żeglarstwa. W roku 1959 zorganizował pierwszą w Polsce żeglarską wyprawę naukowo-badawczą na Morze Czerwone i Morze Śródziemne. W latach 1959–1960 poprowadził rejs na Darze Opola, przebywając 8055 mil morskich. W roku 1961 odbył na jachcie „Sawa" (jacht drewniany typu Conrad II, długość 11,40 m, szerokość 2,68 m, powierzchnia żagli 50 m³, silnik spalinowy o mocy 7 KM) pierwszy w powojennej Polsce samotny rejs morski (Szczecin–Gdynia).
Kolejna wyprawa żeglarsko-naukowa – rejs s/y Śmiały dookoła Ameryki Południowej (1965–1966) – została zorganizowana przez Bolesława Kowalskiego z inicjatywy i przy pomocy Bronisława Siadka (dziennikarze i pasjonaci żeglarstwa). Kierownictwo naukowe objęli naukowcy z Polskiego Towarzystwa Geograficznego. W rejsie uczestniczył m.in. Krzysztof Baranowski (Trybuna Ludu), który wspominał okoliczności swego przyjęcia do załogi: 

Wprosiłem się na rejs próbny jako dziennikarz. Jako kapitan nie mogłem się zabrać, bo kapitanem był niezwykle srogi Bolesław Kowalski, jedna z największych postaci w polskim żeglarstwie.

W czasie tego rejsu zachowanie młodego kandydata na kuka – niezgodne ze zwyczajami na pokładzie – zostało tak ostro potraktowane przez kapitana Kowalskiego, że chłopak z rejsu zrezygnował. Krzysztof Baranowski opowiadał:

…skoro brakuje im kucharza, to, mimo że w życiu nie gotowałem, nie umiem, nie cierpię, mówię: ja wam będę gotował. Załoga podeszła do mojej deklaracji bardzo ostrożnie. Ale proszę państwa, jak się człowiek spręży, to może dokonać cudów.

W czasie właściwego rejsu (lipiec 1965 – październik 1966) przepłynięto przez 3 morza i 2 oceany, w tym przez Kanał Kiloński, Wyspy Kanaryjskie, Cieśninę Magellana, kanały Patagonii, Kanał Panamski i ponownie przez wody Europy. Załoga odwiedziła Argentynę, Chile, Peru, Panamę i Bahamy, realizując programu naukowy. Obejmował on m.in. pobieranie próbek wody w strefie nerytycznej i planktonu morskiego, badania bilansu energii promieniowania słonecznego w różnych strefach klimatycznych, badania z dziedziny  hydrologii, glacjologii, medycyny morskiej (m.in. ochładzanie się ciała ludzkiego w różnych warunkach pogodowych).
Podczas pobytu „Śmiałego” w Valparaíso (19 maja 1966) doszło do ważnego spotkania kapitana z przedstawicielami działającego tam „La Hermandad de la Costa” („Bractwa Wybrzeża”). Członkowie załogi zostali uroczyście przyjęci do Bractwa, z numerami 1–6 w powstającym Bractwie Polskim (Mesa Kaprów Polskich). W kolejnych dziesięcioleciach Polacy byli jedynymi Braćmi za żelazną kurtyną. W czasie drogi powrotnej przez Atlantyk na Śmiałym przeprowadzono demokratyczne wybory – Kapitanem Polskiego „La Hermandad de la Costaza” został Jerzy Knabe (2). Bolesław Kowalski jest we władzach Mesy Kaprów Polskich przewodniczącym Rady Braci Starszych.
W kolejnych latach Bolesław Kowalski kontynuował działalność szkoleniową, organizacyjną i publicystyczną, organizował następne rejsy szkoleniowe i wyprawy, pisał książki, m.in. o kolejnych wyprawach. Od roku 1989 przebudował wyeksploatowany dębowy kuter na własny  s/y „Radwan", na którym żeglował, najczęściej po Morzu Śródziemnym (1993–1998).

## Publikacje (wybór)
Bolesław Kowalski był autorem opracowań szkoleniowych i książek o wyprawach żeglarskich, m.in.:
- Żeglarskie Vademecum (współautor: T, Szpakowski), Wyd. Ministerstwa Obrony Narodowej na zlec. Ligi Przyjaciół Żołnierza, 1957[9]
- Wyprawa „Koral”, Wydawnictwo Morskie, Gdynia 1962[10]
- Wyprawa „Śmiały”: wspomnienia nad dziennikami jachtu, Młodzieżowa Agencja Wydawnicza, 1979[11]

Był aktywny w żeglarskich portalach internetowych, m.in. portalu S@il-ho!, prowadzonym przez Jerzego Kulińskiego, który w latach 2004–2005 pisał m.in.:

J.kpt.ż.w. (od 1957 r) Bolesław "Bolo" K. Kowalski, postać barwna, legendarny kapitan s/y "Śmiały" w rejsie (1965) dookoła Ameryki Południowej, armator żaglowca „Radwan”, długoletni wódz Mesy Kaprów Polskich (Topór), Starszy Koła Seniorów PZŻ wziął udział w Jubileuszowym Sprawozdawczym sejmiku PZŻ. Jak ten sejmik odebrał przeczytacie po kliknięciu „więcej”.

Wielki to honor dla mnie, że legendarny, stary, opisywany w „Historii żeglarstwa polskiego” kapitan Bolesław K. „Bolo” Kowalski] wybrał akurat moje okienko do przedstawienia swojej opinii na temat tego co teraz PZŻ wyprawia „na odcinku nowego sposobu patentowania żeglarzy”

## Odznaczenia i wyróżniania[3]
- 1966 – Zasłużony Działacz Żeglarstwa Polskiego
- 1969 – Zasłużony Pracownik Morza (srebrna)
- 1974 – Złota Odznaka 50-lecia Yacht Klubu Polski
- 1998 – La Hermandad de la Costa de Chile, Kawaler tytułu „Gentil Hombre de Mar”[7]
- 1999 – Medal „Za szczególne zasługi dla żeglarstwa polskiego”
- 2001 – Medal Szlachectwa Morza
- 2002 – Kawaler Kaperskiego Topora Bojowego[7]
- 2003 – Międzynarodowa Nagroda Conrady – Indywidualności Morskie[14]
- 2012 – Tablica pamiątkowa w Alei Żeglarzy w Nowym Warpnie
- 2016 - Tablica w Alei Żeglarstwa Polskiego w Gdyni.